# Номерні знаки Болгарії

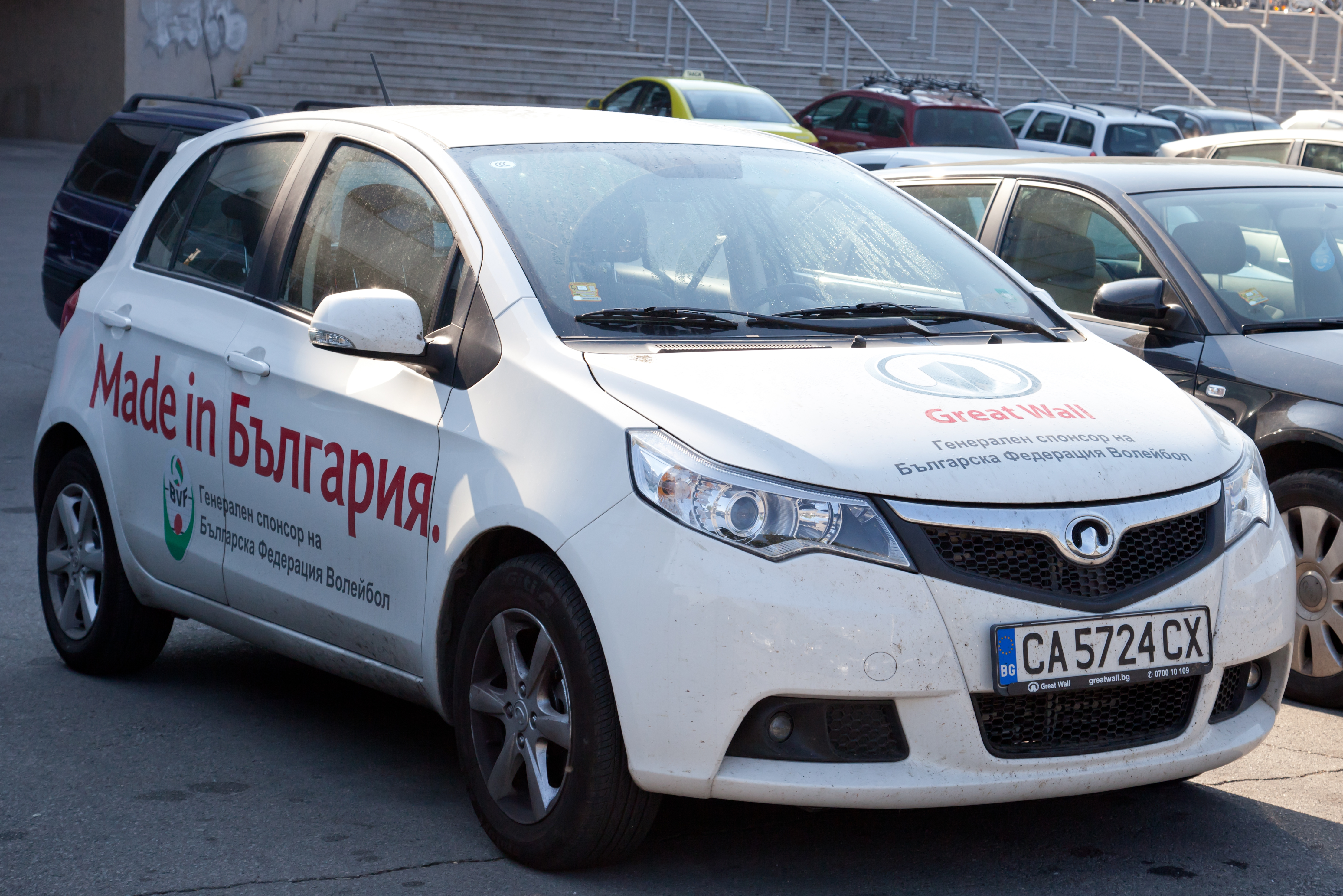
Номерні знаки Болгарії

Автомобільні номерні знаки Болгарії (болг. Регистрационен номер на МПС) використовуються для реєстрації транспортних засобів в Болгарії. Вони використовуються для перевірки законності використання, наявності страхування та ідентифікації транспортних засобів.
Номерні знаки Болгарії зазвичай складаються з 7 символів вигляду XX nnnn YY, де XX є дволітерним кодом округу, nnnn — чотиризначне число і YY — дві літери, які видаються по порядку. На номерних знаках, які видавалися до вступу Болгарії в Європейський Союз в 2007 році, замість дванадцяти зірок зображувався прапор Болгарії.

## Серії для регіонів

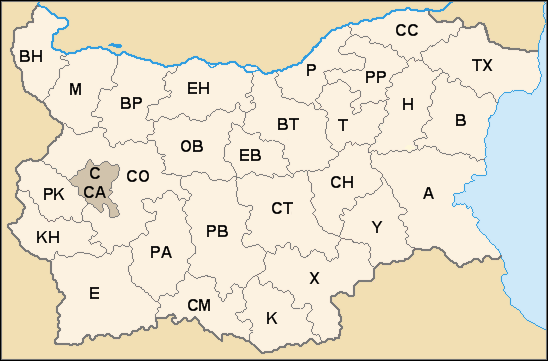
Номерні знаки Болгарії

| Код       | Провінція                | Старий код | Походження            |
| --------- | ------------------------ | ---------- | --------------------- |
| А         | Бургаська область        | Бс, Б      | БургАс                |
| В         | Варненська область       | Вн, В      | Варна                 |
| ВН        | Видинська область        | Вд, ВД     | ВидиН                 |
| ВР        | Врачанська область       | Вр, ВР     | ВРаца                 |
| ВТ        | Великотирновська область | ВТ         | Велико Търново        |
| Е         | Благоєвградська область  | Бл, БЛ     | БлагоЕвград           |
| ЕВ        | Габровська область       | Гб, Г      | Габрово               |
| ЕН        | Плевенська область       | Пл, ПЛ     | ПлевЕН                |
| К         | Кирджалійська область    | Кж, К      | Кърджали              |
| КН        | Кюстендильська область   | Кн, КН     | КюстеНдил             |
| М         | Монтанська область       | Мх, М      | Монтана               |
| Н         | Шуменська область        | Ш          | ШумеН                 |
| ОВ        | Ловецька область         | Лч, Л      | ЛОВеч                 |
| Р         | Русенська область        | Рс, Р      | Русе                  |
| РА        | Пазарджицька область     | Пз, ПЗ     | Пазарджик (PAzardjik) |
| РВ        | Пловдивська область      | Пд, П      | Пловдив               |
| РК        | Перницька область        | Пк, ПК     | Перник (PerniK)       |
| РР        | Разградська область      | РЗ         | РазгРад               |
| С, СА, СB | Софія                    | Сф, С, А   | София                 |
| СН        | Сливенська область       | Сл, СЛ     | СливеН                |
| СМ        | Смолянська область       | См, СМ     | СМолян                |
| СО        | Софійська область        | СФ         | София Област          |
| СС        | Сілістринська область    | Сс, СС     | СилиСтра              |
| СТ        | Старозагорська область   | СтЗ, СЗ    | СТара Загора          |
| Т         | Тирговиштська область    | Тщ, Т      | Търговище             |
| ТХ        | Добрицька область        | Тх, ТХ     | Добрич (ТолбуХин)     |
| У         | Ямбольська область       | Яб, Я      | Ямбол (Yambol)        |
| Х         | Хасковська область       | Хс, Х      | Хасково               |

## Дипломатичні номерні знаки
| Код | Країна          | Код | Країна                       | Код | Країна               | Код | Країна             |
| --- | --------------- | --- | ---------------------------- | --- | -------------------- | --- | ------------------ |
| 01  | Велика Британія | 26  | Венесуела                    | 51  | Албанія              | 76  | Сербія             |
| 02  | США             | 27  | Гана                         | 52  | В'єтнам              | 77  | Мальта             |
| 03  | США             | 28  | Єгипет                       | 53  | В'єтнам              | 78  | Казахстан          |
| 04  | Німеччина       | 29  | Еквадор                      | 54  | N/A                  | 79  | ПАР                |
| 05  | Туреччина       | 30  | Ефіопія                      | 55  | N/A                  | 80  | Ватикан            |
| 06  | N/A             | 31  | Індія                        | 56  | Камбоджа             | 81  | Європейський Союз  |
| 07  | Греція          | 32  | Індонезія                    | 57  | КНР                  | 82  | Словенія           |
| 08  | Франція         | 33  | Ірак                         | 58  | КНР                  | 83  | World Bank         |
| 09  | Франція         | 34  | Іран                         | 59  | Північна Корея       | 84  | Хорватія           |
| 10  | Італія          | 35  | Ємен                         | 60  | Куба                 | 85  | EBRD               |
| 11  | Бельгія         | 36  | Колумбія                     | 61  | Куба                 | 86  | Північна Македонія |
| 12  | Данія           | 37  | Кувейт                       | 62  | Монголія             | 87  | Кіпр               |
| 13  | Нідерланди      | 38  | Лівія                        | 63  | Нікарагуа            | 88  | Норвегія           |
| 14  | Іспанія         | 39  | Ліван                        | 64  | Польща               | 89  | Україна            |
| 15  | Португалія      | 40  | Марокко                      | 65  | Польща               | 90  | Молдова            |
| 16  | Швеція          | 41  | Мексика                      | 66  | Румунія              | 91  | Вірменія           |
| 17  | Швейцарія       | 42  | Перу                         | 67  | Румунія              | 92  | Білорусь           |
| 18  | Австрія         | 43  | Сирія                        | 68  | Росія                | 93  | N/A                |
| 19  | Аргентина       | 44  | Уругвай                      | 69  | Росія                | 94  | N/A                |
| 20  | Японія          | 45  | Ірландія                     | 70  | Азербайджан          | 95  | Судан              |
| 21  | Фінляндія       | 46  | Палестина                    | 71  | Боснія і Герцеговина | 96  | N/A                |
| 22  | N/A             | 47  | Організація об'єднаних націй | 72  | Угорщина             | 97  | N/A                |
| 23  | Афганістан      | 48  | Організація об'єднаних націй | 73  | Угорщина             | 98  | Грузія             |
| 24  | Алжир           | 49  | МВФ                          | 74  | Чехія                | 99  | Естонія            |
| 25  | Бразилія        | 50  | Південна Корея               | 75  | Словаччина           | 00  | N/A                |